# Oudeweg (Haarlem)
De Oudeweg, vroeger ook de Oude Haarlemmerweg geheten, is een weg en historische verbinding in de Nederlandse stad Haarlem. De weg verbond het Centrum vanaf de Spaarnwouderpoort, die vanaf 1632 de Amsterdamse Poort heet, met Penningsveer. Vanaf de veer die daar vertrok liep een weg richting de Spaarndammerdijk nabij het dorp Spaarnwoude waar men verder kon reizen naar Amsterdam.
De weg is vermoedelijk in de 16de eeuw ontstaan en liep vanaf de Spaarnwouderpoort naar het dorp Spaarnwoude. Het eerste stuk van de Oudeweg liep langs de oostzijde van de Gedempte Oostersingelgracht. De weg kruiste de toen nog niet gedempte Amsterdamsevaart door middel van de Oudebrug.
Ten noorden van deze brug ging het tracé oorspronkelijk langs het Oostelijk bolwerk. Na het verdwijnen van dit bolwerk gedurende de 19de eeuw werd de Oostersingelgracht rechtgetrokken en boog de Oudeweg voor de spoorlijn Amsterdam - Haarlem in oostelijke richting af. In 1957 werd de Oudeweg, voor de aanleg van de Prinsenbrug over het Spaarne, verlegd waardoor deze niet meer uitkwam bij de poort. Het stuk weg langs de Oostersingelgracht staat sindsdien bekend als de Voormalige Oudeweg. Aan deze weg ligt de Hoofdwerkplaats Haarlem van de Nederlandse Spoorwegen (NS). 
Tussen de A. Hofmanweg en Penningsveer resteert het laatste gedeelte van de historische Oudeweg. Vanuit Penningsveer vertrok tot 1521 een veer naar de overzijde van de Liede, sindsdien bevindt er zich een vaste verbinding. De weg was tot de aanleg van de trekvaart Haarlem-Amsterdam de kortste route naar Amsterdam.
Tussen de twee oude gedeeltes in loopt een recenter tracé van de Oudeweg, dit tracé is ontstaan door de ontwikkeling van de Waarderpolder tot het Bedrijventerrein Waarderpolder. De weg is thans onderdeel van de N200.